# Refraktionsanomalie
In der Augenheilkunde und Optometrie beschreibt der Begriff Refraktion den Brechwert einer optischen Anordnung (z. B. einer Linse), mit der zusammen das Auge einen Punkt in unendlicher Entfernung auf der Netzhaut scharf abbilden kann, ohne dabei akkommodieren zu müssen. Ist dieser Brechwert 0,00 dpt (Einheit: Dioptrie), so spricht man vom Zustand der Emmetropie, wenn nicht, von dem der Ametropie. Demzufolge ist die Bezeichnung Refraktionsanomalie eine Art Pleonasmus, da der Zustand „Refraktion ≠ 0“ bereits die Anomalie beschreibt.
Gleichwohl wird im allgemeinen Sprachgebrauch der Begriff Refraktionsanomalie mit einer optischen Fehlsichtigkeit gleichgesetzt und stellt mithin einen anderen Begriff für Ametropie dar. Hierunter fallen die Hyperopie (auch: Hypermetropie oder Übersichtigkeit), die Myopie (Kurzsichtigkeit) und der Astigmatismus (Stabsichtigkeit oder Hornhautverkrümmung). Die Presbyopie (altersbedingte Weitsichtigkeit) gehört nicht in diese Gruppe.
Refraktionsanomalien sind mit verschiedenen objektiven Verfahren (Refraktometrie) sehr genau messbar, deren Ergebnisse in aller Regel die Grundlage für die Bestimmung der subjektiven Refraktion und schließlich die Verordnung von optischen Korrekturen (Brille, Kontaktlinse etc.) darstellen.

## Weitere Bedeutung
In der Astronomie und Geodäsie werden als Refraktionsanomalien nicht direkt erfassbare Abweichungen von der normalen Strahlenbrechung in der Atmosphäre bezeichnet. Ursachen sind meist horizontale Temperaturgradienten in bodennahen Luftschichten, aber auch an Bauwerken -- beispielsweise eine Seitenrefraktion im Tunnel oder die Saalrefraktion am Spalt einer Sternwartekuppel.